# Pinamonte dei Bonacolsi
Pinamonte dei Bonacolsi (1206 – Mantova, 7 ottobre 1293) è stato un politico italiano, capo della fazione ghibellina mantovana.

## Biografia

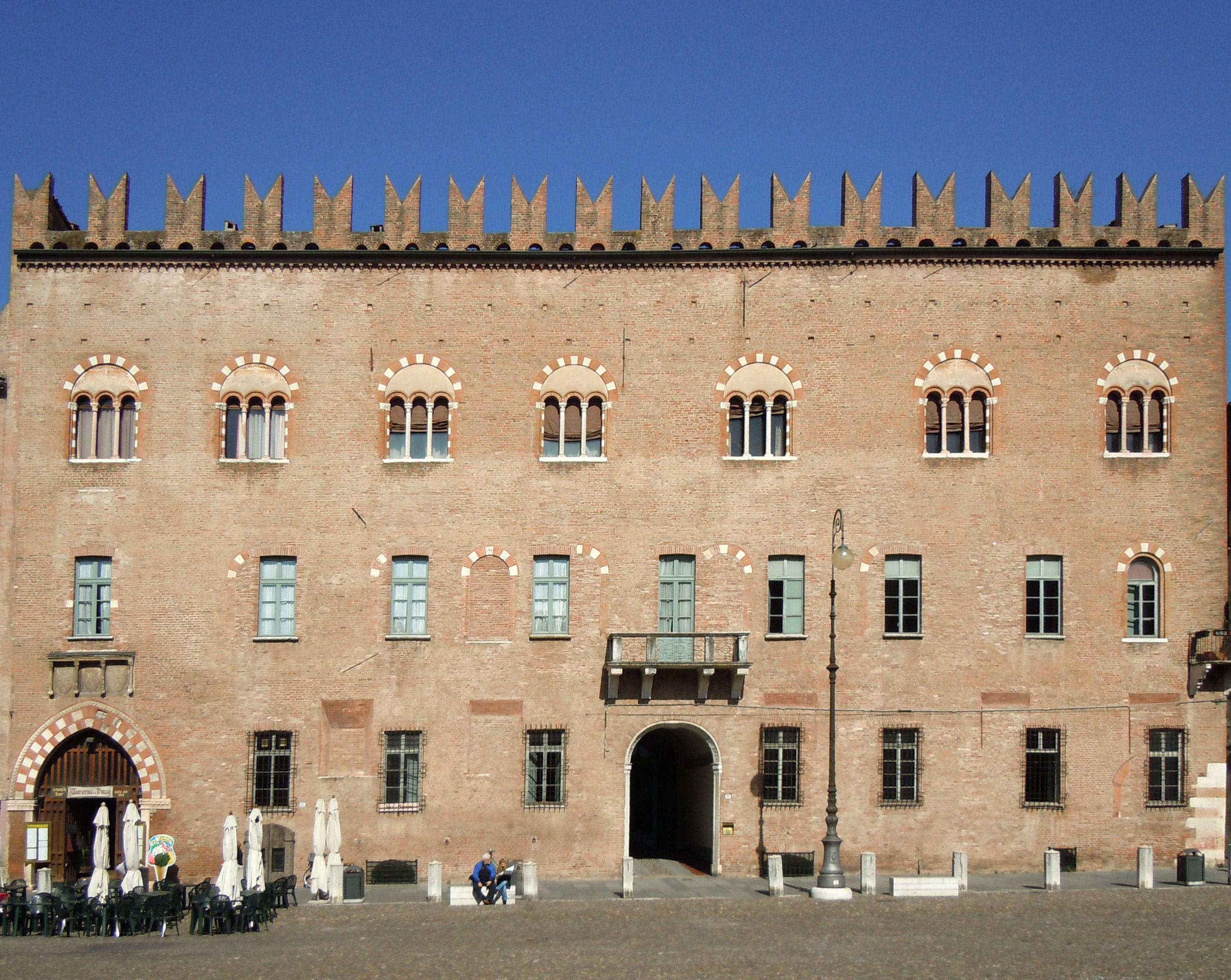
Mantova, Palazzo Bonacolsi

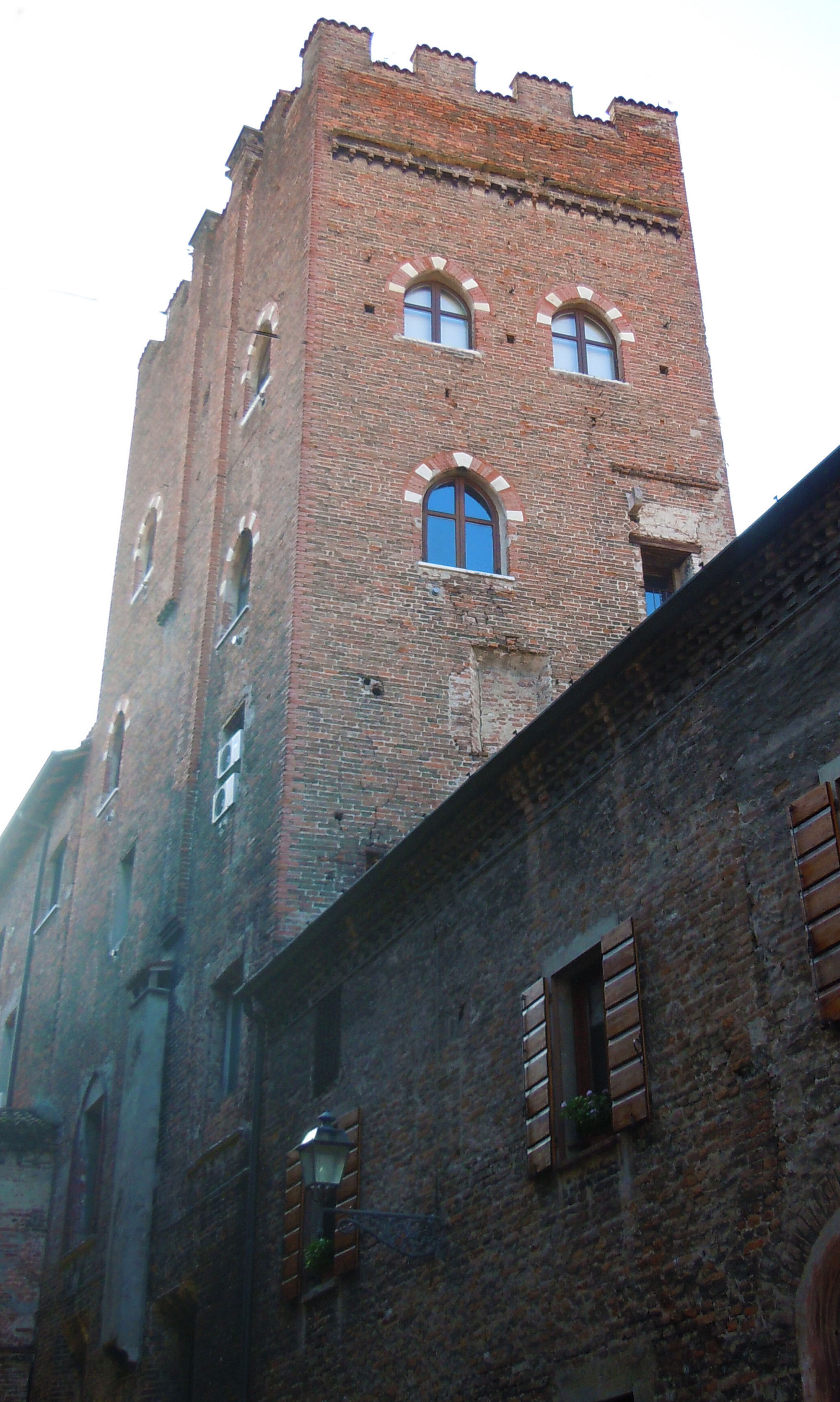
La casa torre, residenza di Pinamonte

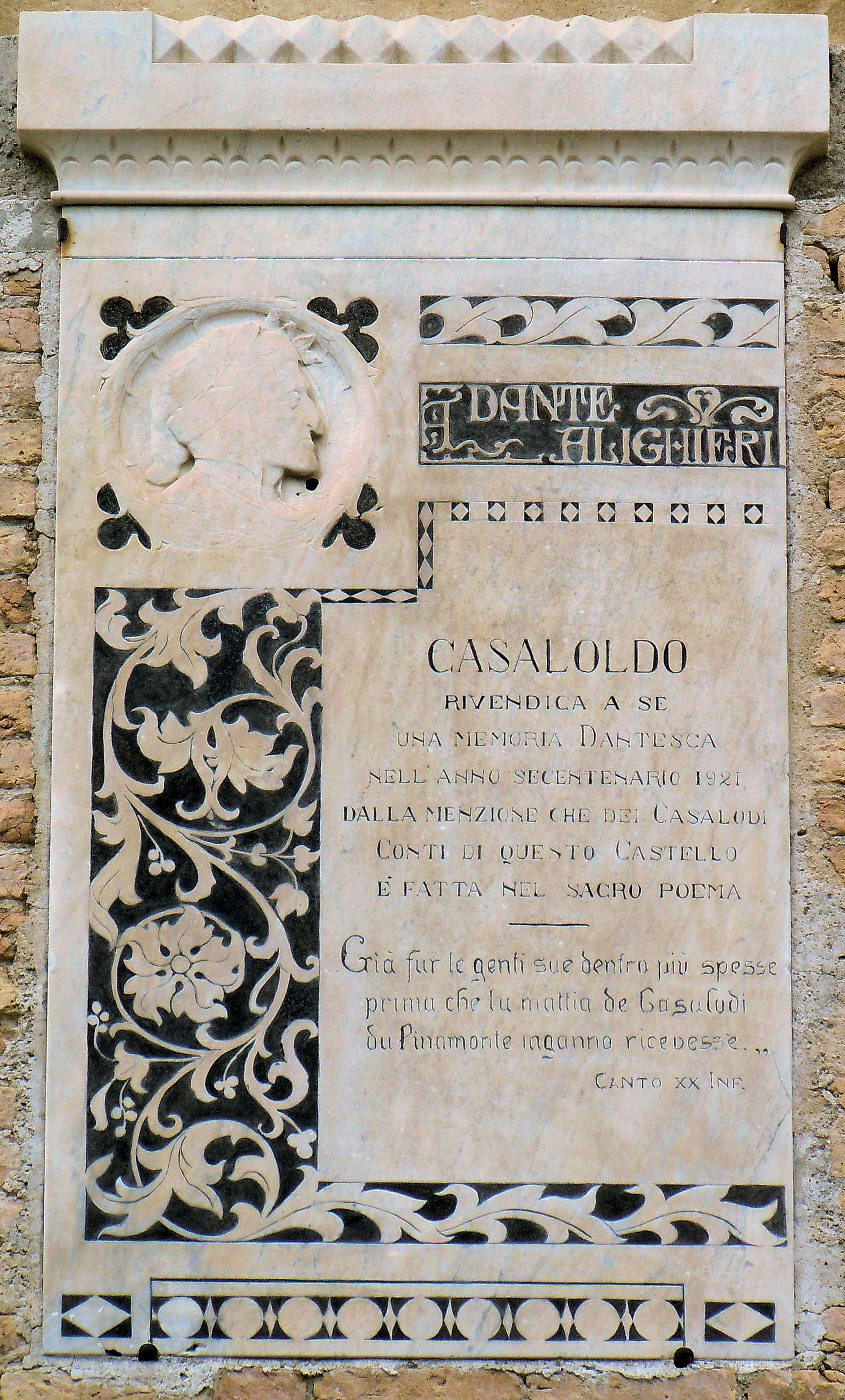
Casaloldo, lapide posta sulla Torre Casalodi a memoria dantesca (Inferno, XX, 95-96)

Era figlio primogenito di Martino dei Bonacolsi, di Gandolfo, e signoreggiò su Mantova sino al 1291.
Alleato con la potente famiglia del Casalodi, nel 1259 fu "Anziano del Popolo" di Mantova e nel 1272, dopo avere cacciato dalla città il podestà Guido da Correggio, fu rettore di Mantova, nuova figura governativa composta da due persone introdotta per limitare i poteri del podestà: uno di questi fu Pinamonte, coadiuvato inizialmente da Alberto da Casalodi e quindi dai Riva e da Federico di Marcaria, dei conti di Marcaria. Tra il 1272 ed il 1273 il Bonacolsi bandì dalla città tutte le famiglie nobiliari e nel 1273 nel suo operato venne affiancato ad Ottonello Zanecalli, esponente della borghesia, che morì probabilmente assassinato da Pinamonte nel 1274. Successivamente ricoprì la carica di Rettore Unico e Capitano Generale.
In questi anni Pinamonte mise le basi della sua potenza signorile, acquistando nella civitas vetus di Mantova una serie di case e palazzi, che andavano dalla torre degli Zuccaro a piazza San Pietro (attuale piazza Sordello), tanto da creare una fortezza nel cuore della città. A questi edifici si aggiunse, nel 1281, l'acquisto della torre della Gabbia.
Nel 1275 fu investito del feudo di Castellaro (attuale Castel d'Ario) dal vescovo di Trento. Nel 1276 le due cariche vennero unificate come "Capitano Generale Perpetuo" di Mantova. Nel suo operato venne appoggiato da Antonio Corradi da Gonzaga, che lottò assieme ai Bonacolsi nella cacciata dei Casalodi, permettendo così ai futuri signori di Mantova di diventare la seconda famiglia più potente della città. Il 10 dicembre dello stesso anno una congiura, ordita da alcuni nobili esuli, cercò di spodestare Pinamonte ma fallì dopo un'aspra lotta.
Intorno al 1280 iniziò nella città vecchia l'edificazione del suo palazzo (Palazzo Bonacolsi) ed acquistò altri edifici, tra i quali la Torre della Gabbia, simbolo del potere sulla città.
Dal 1287 entrò a far parte con i figli dell'Ordine Teutonico. Abdicò nel gennaio del 1291 a favore del figlio Bardellone.
Dante Alighieri nell'Inferno (XX, 95-96) ricorda come il guelfo Alberto da Casalodi si fece stoltamente convincere da Pinamonte a spedire in esilio le famiglie più agguerrite tra i suoi stessi partigiani, indebolendo il partito guelfo, prima di spodestarlo (1272) cacciandolo in esilio con molte altre famiglie e "spopolando" di fatto la città.

## Discendenza
Pinamonte sposò l'ultima figlia di Guido da Correggio ed ebbe otto figli:
- Corrado
- Tagino
- Bardellone, successore del padre dopo un colpo di Stato
- Filippo, vescovo di Trento e poi di Mantova
- Giovanni, fu podestà di Verona. Suo figlio Guido governò Mantova tra il 1299 e il 1309
- Guido, cavaliere dell'Ordine Teutonico
- Selvatico, cavaliere dell'Ordine Teutonico
- Fabrizio